# Lichtnahrung
Lichtnahrung oder Breatharianismus ist eine Bezeichnung für ein wissenschaftlich widerlegtes und potenziell tödliches esoterisches Konzept, wonach die für das Leben notwendige Energie aus „feinstofflicher Energie“ gewonnen werden soll. Dadurch soll es möglich sein, ohne feste und flüssige Nahrung zu überleben. Wissenschaftlich betrachtet sind solche Behauptungen falsch. Vertreter dieser Vorstellung ignorieren die biologische Tatsache, dass Menschen ebenso wie alle anderen Säugetiere und Tiere generell heterotrophe Organismen sind und damit organische Substanzen und Wasser zum Aufbau des Körpers benötigen. Zudem kann Licht nicht zur Photosynthese genutzt werden, da chemische Verbindungen aus der Umgebung aufgenommen werden müssen. Die angeführten Erklärungsversuche basieren auf Fehlvorstellungen hinsichtlich der für das Überleben notwendigen Menge an Energiezufuhr, der tatsächlich zugeführten Nahrungsmenge, Vernachlässigung der zugeführten Nahrungsenergie in Flüssigkeiten oder unbewusste Nahrungsaufnahme beispielsweise beim Schlafwandeln. Ein dauerhafter Verzicht auf feste und flüssige Nahrung führt aufgrund biologischer Gegebenheiten zwangsläufig zum Tod.

## Geschichte
Berichte über Menschen, die angeblich keine oder nur sehr wenig Nahrung zu sich nahmen, gibt es seit Jahrhunderten. So soll der Schweizer Einsiedler Niklaus von Flüe (1417–1487) angeblich in den letzten 19 Jahren seines Lebens außer Wasser und der Eucharistie nichts zu sich genommen haben. Im 19. Jahrhundert waren in Europa Hungerkünstler populär, die längere Nahrungslosigkeit öffentlich zur Schau stellten. Die bekanntesten Vertreter dieser „Kunst“ waren Giovanni Succi und Wilhelm Bode alias Ricardo Sacco. Berichte über Betrugsfälle führten im 20. Jahrhundert zu einer nachlassenden Popularität des Schauhungerns.
Die Lichtnahrung wurde vor allem durch die Australierin Ellen Greve, die sich selbst Jasmuheen nennt, bekannt. Sie behauptet, seit 1993 keine Nahrung im herkömmlichen Sinne mehr zu benötigen, jedoch aus gesellschaftlichen Gründen und in sehr geringen Mengen ab und zu eine Kleinigkeit zu essen. In einem von ihr vorgeschlagenen 21-tägigen „Lichtnahrungsprozess“ soll sich der Körper angeblich darauf einstellen, keinerlei feste Nahrung und Flüssigkeit mehr zu benötigen, sich also nur noch von „Licht“ zu ernähren. Dieser 21-tägige „Lichtnahrungsprozess“ sieht unter anderem vor, dass sieben Tage lang durchgehend weder gegessen noch getrunken, an den folgenden vierzehn Tagen nur getrunken werden soll. Nach Beendigung der 21 Tage könne wieder normal gegessen werden. Es soll von diesem Zeitpunkt an durch den Prozess und mit Hilfe von „Energiewesen“ möglich sein, auf „feststoffliche“ Nahrung zu verzichten. Bislang ist es Greve nicht gelungen, ihre Thesen zu beweisen. Sie konnte 1999 in einem Selbstversuch unter kontrollierten Bedingungen keinen Beweis dafür erbringen, dass die postulierte Aufnahme von „Lebensenergie“ feststoffliche Nahrung ersetzen kann. Das Experiment wurde nach vier Tagen aufgrund der fortschreitenden Dehydratation und des deutlichen Gewichtsverlustes abgebrochen.
Durch Anwendung von Greves Theorien kamen bereits mehrere Menschen zu Tode. In ihrem ersten Buch distanziert sich Greve von jeglicher Verantwortung gegenüber gesundheitlichen Schäden. Ab dem Jahr 2004 empfahl sie jedoch statt des 21-tägigen „Lichtnahrungsprozesses“ die „Sanften Wege zur Lichtnahrung“. Die Umstellung von feststofflicher Nahrung auf feinstoffliche Lebensenergie soll dabei nur sehr langsam über Jahre hinweg verlaufen.
In den Jahren 2003 und 2010 sorgten die Berichte über die Untersuchung des indischen Yogis Prahlad Jani für weltweite Schlagzeilen. Jani gab an, seit Jahrzehnten weder zu essen noch zu trinken. Die beiden Untersuchungen wurden von Kritikern als unwissenschaftlich bezeichnet, sie wurden nicht wissenschaftlich publiziert.
Im September 2010 erschien der österreichische Dokumentarfilm Am Anfang war das Licht, der Lichtnahrung thematisiert. Der Filmemacher Peter-Arthur Straubinger besucht im Film Menschen, die behaupten, sich von Licht zu ernähren, befragt Esoteriker, Ärzte und Wissenschaftler und sucht nach Erklärungen, wie Lichtnahrung funktionieren könnte. Entgegen der etablierten Wissenschaft vertritt der Film die Auffassung, Lichtnahrung als Phänomen existiere tatsächlich. In den österreichischen Medien wurden der Film und die Aussagen Straubingers kontrovers diskutiert. Kritiker bewerten den Film als antiaufklärerisch und manipulativ und werfen Straubinger einen unverantwortlichen Umgang mit dem Thema vor.

## Todesfälle
Im März 1997 starb ein damals 31-jähriger Münchner nach einer radikalen Fastenkur an einem Kreislaufkollaps.
Eine 53-jährige Neuseeländerin starb im Juni 1998 nach einer Woche Fasten an einem Schlaganfall, verursacht durch den Flüssigkeitsverlust. 
Die 48-jährige Australierin Verity Linn wurde im September 1999 von Wanderern tot an einem See mit ausgemergeltem Körper gefunden. Aus ihrem Tagebuch ging hervor, dass Linn einen Lichtnahrungsprozess absolviert hatte.
Im April 2012 berichtete der Tages-Anzeiger über den Fall einer Schweizerin, die nach dem Betrachten des Films Am Anfang war das Licht beschloss, sich von Licht zu ernähren und infolgedessen verhungerte.
Wie Recherchen des NDR ergaben, verstarb Ende 2017 ein 22-jähriger Deutscher auf der Karibik-Insel Dominica, der schon vor seiner Abreise gefastet hatte. Zeugenberichten zufolge habe er dort erneut tagelang gefastet und Familie und Freunden mitgeteilt, sich von Licht ernähren zu wollen. Er wurde, kurz bevor er starb, unbekleidet auf einer Lichtung im Regenwald von einem Einheimischen gefunden, konnte aber von diesem nicht gerettet werden. Die oberste Staatsanwältin der Insel bestätigte, dass er vor seinem Tod gefastet habe und dass dies wahrscheinlich zu seinem Tode geführt habe.
2024 starb das Baby eines russischen Rohkost-Influencers, nachdem er die Ernährung des Babys unter Zwang auf Lichtnahrung umstellte. Das Stillen des Säuglings durch die Mutter wurde vom Vater verhindert, wodurch es in einem Alter von etwa einem Monat verhungerte.

## Medizinische Bewertung
Der von Greve vorgeschlagene 21-tägige „Lichtnahrungsprozess“ sieht vor, sieben Tage lang weder zu essen noch zu trinken. Offensichtlich und aus medizinischer Sicht nachgewiesen ist das Risiko groß, dabei zu verdursten. Ab dem dritten Tag ohne Flüssigkeitszufuhr steigt das Risiko der tödlichen Dehydratation, so dass mit Schädigungen der Niere bis hin zum Nierenversagen gerechnet werden muss. Wie viele Tage gänzlich ohne Wasser überlebt werden können, ist vom Grundumsatz und der Umgebungstemperatur abhängig. Komapatienten, bei denen die Zufuhr von Wasser und Nahrung unterbrochen wurde, überlebten zwischen 10 und 14 Tagen. Der in einer Zelle vergessene Häftling Andreas Mihavecz überlebte 18 Tage ohne feste und flüssige Nahrung. Nur die Feuchtigkeit an den Wänden der Zelle diente ihm als minimale Wasserquelle.
Nach Aussagen von Experten kann ein gesunder Erwachsener etwa 50 bis 80 Tage der Nahrungslosigkeit bei ausreichender Wasserzufuhr überstehen, bei adipösen Menschen kann sich dieser Zeitraum weiter verlängern. Aus Beobachtungen an Hungerstreikenden ist bekannt, dass diese nach 50 bis 60 Tagen der Nahrungslosigkeit den Hungertod starben.
Greve behauptet im Rahmen ihrer „Lichtnahrungslehre“, dass es nicht nötig sei, Nahrung oder Flüssigkeit zu sich zu nehmen, sobald sich der Körper in einem mehrwöchigen Umstellungsprozess an die vermeintliche „Lichtnahrung“ gewöhnt habe. Ein Beweis für diese Hypothese konnte bislang nicht angeführt werden. Beobachter berichten zudem davon, sie beim Essen gesehen zu haben. Greve bestreitet dies selbst nicht. Anhänger ihrer Lehre, die in Deutschland großen Zuspruch fand, nehmen zwar nach eigenen Angaben keine feste Nahrung zu sich, ernähren sich aber stattdessen von flüssiger Nahrung. Prinzipiell ist es möglich, über einen sehr langen Zeitraum hinweg die zum Leben notwendigen Nährstoffe und Nahrungsenergie über Flüssigkeiten (Fruchtsäfte, Milch, Suppen, „Astronautenkost“) zu sich zu nehmen. Dies wird beispielsweise bei der Ernährung mit einer Magensonde auch bei bewusstlosen oder komatösen Patienten bis zu mehrere Jahre lang in Kliniken oder am Wohnort praktiziert. Der völlige Verzicht auf Trinkwasser führt jedoch innerhalb weniger Tage zu einer lebensbedrohlichen Situation, wie Greve 1999 während eines von Kamerateams überwachten Selbstversuchs selbst erlebte, als sie zunehmend dehydrierte. Zudem verlor sie durch den Nahrungsentzug an Gewicht und erlitt Sprachstörungen.
Michael Werner ist ein bekannter „Lichtesser“ aus dem deutschsprachigen Raum, der nach eigenen Aussagen seit 2001 von „Lichtnahrung“ lebt. Vom Institut für Komplementärmedizin der Universität Bern wurde Werner unter kontrollierten Bedingungen zehn Tage lang begleitet und untersucht. Er nahm in dieser Zeit nur Flüssigkeit zu sich, die keinen oder nahezu keinen physiologischen Brennwert hatte. Werner verlor durchschnittlich 0,26 kg pro Tag an Körpergewicht und die körperliche Leistungsfähigkeit nahm während des Selbstversuchs ab. Die 2008 veröffentlichte Studie kommt zum Schluss, dass die Behauptung Werners, auf herkömmliche Nahrung verzichten zu können, widerlegt sei. Sowohl Greve als auch Werner räumten selbst ein, nicht vollständig auf Nahrung verzichtet zu haben, sie hatten ab und zu gegessen. Die Wiener Ernährungsmedizinerin Sonja Schwinger sieht im Phänomen der Lichtnahrung eher eine unterschiedliche subjektive Wahrnehmung. Es sei nach ihrer Meinung möglich, dass manche „Lichtesser“ im Glauben lebten, nichts zu essen, es nach unserer Wahrnehmung dennoch täten.
Das subjektive Erleben, durch eine „feinstoffliche Energie“ würde bei Erhöhung des Wohlbefindens der Körper am Leben erhalten, kann mit einer durch das Fasten ausgelösten neurohormonellen Veränderung erklärt werden, durch welche die nutritive Mangelsituation subjektiv besser ertragen werden kann. Dennoch führen ein dauerhafter Verzicht auf Nahrung und eine unzureichende Wasserversorgung zum Tod.